# 콩고의 군주 목록
콩고의 군주 목록은 콩고 왕국의 역대 마니콩고(군주)들을 가리킨다.

## 역대 콩고 왕국 군주 목록
1. 니미 야 루케니
2. 낭가
3. 은라자
4. 응퀴우 야 은티누
5. 주앙 1세
6. 아폰수 1세
7. 프란시스쿠 페드루(폴란드어판)
8. 페드루 1세
9. 프란시스쿠 은징가(포르투갈어판)
10. 디오구 1세
11. 아폰수 2세
12. 베르나르두 1세
13. 엔히크 1세
14. 알바루 1세
15. 알바루 2세
16. 베르나르두 2세
17. 알바루 3세
18. 페드루 2세
19. 가르시아 1세
20. 암브로시우 1세
21. 알바루 4세
22. 알바루 5세
23. 알바루 6세
24. 가르시아 2세
25. 안토니우 1세
26. 아폰수 은콘도
27. 알바루 7세
28. 알바루 8세
29. 페드루 3세
30. 알바루 9세
31. 아나 아폰수 데 레앙
32. 세바스티앙
33. 라파엘 1세
34. 아폰수 3세
35. 마뉘엘 드 뷔지 아 노브레가
36. 다니엘 1세
37. 쉬자나 드 노브레가
38. 가르시아 3세
39. 가르시아 키방구(포르투갈어판)
40. 마누엘 아폰수(포르투갈어판)
41. 주앙 은주지 아 은탐바
42. 알바루 키방구(포르투갈어판)
43. 앙드레 1세
44. 마누엘 1세
45. 알바루 10세
46. 페드루 4세
47. 피에르 콩스탕탱 다 실바
48. 주앙 2세
49. 페드루 4세 (복위)
50. 마누엘 2세
51. 가르시아 4세
52. 아폰수 안토니우(포르투갈어판)
53. 니콜라우 1세
54. 페드루 은티빌라 아 응캉가
55. 알바루 11세
56. 주제 1세
57. 알바루 킨잘라(포르투갈어판)
58. 알렉시스 음판주 움 음반두(포르투갈어판)
59. 아폰수 은두 음푼수
60. 주아킴 1세
61. 가르시아 페드루(폴란드어판)
62. 엔히크 2세
63. 가르시아 5세
64. 안드레 2세
65. 엔히크 3세
66. 알바루 은동구
67. 페드루 5세
68. 마코코 야 음베(링갈라어판)
69. 앙리크 앙리 은테예 아 응켄제
70. 아구아 로사다 알바루
71. 페드루 음벰바 뷔지 우 엘렐루
72. 마누엘 응콤바
73. 마누엘 3세
74. 페드루 아폰수 오유 음부와푸(카탈루냐어판)
75. 안토니우 아폰수 페드루 마누엘(카탈루냐어판)
76. 페드루 아폰수 만살라(카탈루냐어판)
77. 마누엘 3세 (복위)

## 같이 보기
- 마니콩고